# Jaciment arqueològic del Pla de Politger II
El jaciment del Pla de Politger II es un jaciment arqueològic que es troba a Sant Jaume de Llierca (la Garrotxa), inclòs a l'Inventari del Patrimoni Arqueològic i Paleontològic de Catalunya.
Està situat a on actualment hi ha una explotació agropecuària, i on anteriorment hi havia una estació de servei anomenat “E.S. Pla de Politger” que és el que dona nom al jaciment i a aquella zona. En altres fonts ens cita aquest territori com Pla de Poliger, podem trobar informació des dels dos topònims.
L'any 1983 es van efectuar uns treballs per la Compañía Nacional de España en aquesta zona que van fer unes rasses d'1'8 metres de profunditat, on es van trobar dos còdols treballats d'època paleolítica que van ser datats per Robert Sala.

## Descripció

### 1994
Es va dur a terme un Estudi d'Impacte sobre el Patrimoni Arqueològic en la bifurcació de la carretera N-260 per documentar millor el jaciment trobat. Es van trobar fragments i restes de talla lítica que estaven elaborades sobre quars i quarsita, que són roques d'origen local i que es poden trobar amb facilitat per la zona.
Tot el material trobat va ser fruit de l'anivellament amb maquinària pesant que es va dur a terme amb la construcció de l'estació de servei, per aquest motiu es trobava en un estrat superficial barrejat que no indicava que hi hages un estrat in situ a sota, així i tot es van fer unes deu rasses més per verificar que en més profunditat no hi havia assentament.
En la superfície prospectada no es va trobar gran afluència de restes, les restes lítiques trobades es trobaven de forma dispersa per diferents punts de la rassa que havia estat oberta per la maquinària. La primera hipòtesi és que fou una estació en superfície d'època paleolítica.

### 2007
Es va fer un estudi de l'impacte ambiental del projecte de la línia elèctrica que anava de Olot a Serinyà, que es va aprofitar per fer una prospecció superficial preventiva per veure si hi hauria més restes materials que indiquessin la presència d'un jaciment en l'àrea afectada per aquestes obres, però no es va localitzar cap resta arqueològica en Pla de Politger, però sí en Pla de Politger II que van aparèixer fragments de ceràmica romana.
El material arqueològic que va aparèixer en les intervencions citades anteriorment es troben en el Museu Comarcal de la Garrotxa.

## Documentació
D'aquestes intervencions s'han fet diferents memòries i informes per tal de documentar-les correctament.
- CASAS, J.; MARTÍ, M. Memòria de la prospecció arqueològica per a l'estudi d'impacte ambiental del Projecte de Reforma de la línia elèctrica de 66 kV a 132 kV SudEst Olot-SudEst Serinyà (Variant de la Cometa, Montagut-Oix, Sant Jaume de Llierca, La Garrotxa) nº8376.
- Memòria del seguiment i sondejos arqueològics, 2002: Arxiu Servei d'Arqueologia. (inclou fotografies i gràfiques)